# Közép-Ázsia művészete

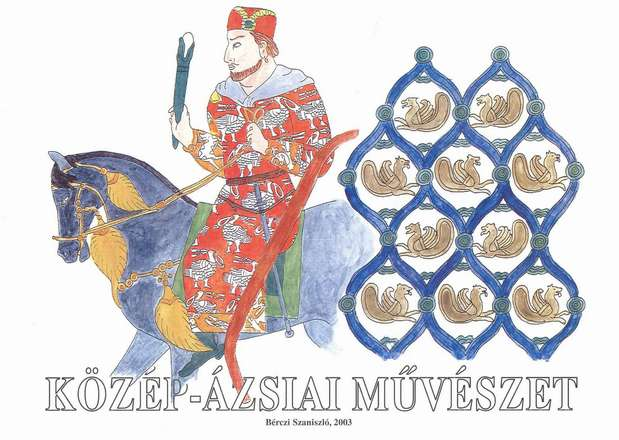
Közép-ázsiai művészet két részlettel Afrasziabból: A fejedelem és a ruházatok egyik érdekes mintázata.

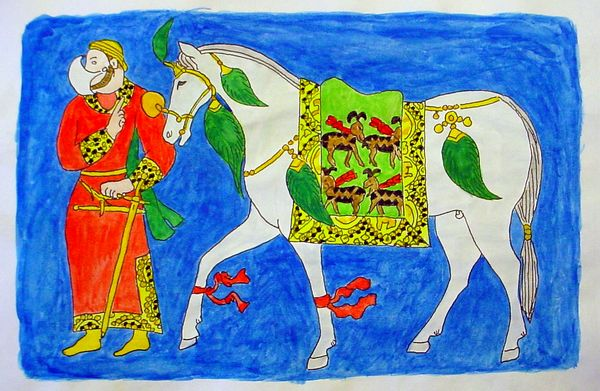
Részlet Afrasziabból, a fejedelem palotájának falfestményeiről

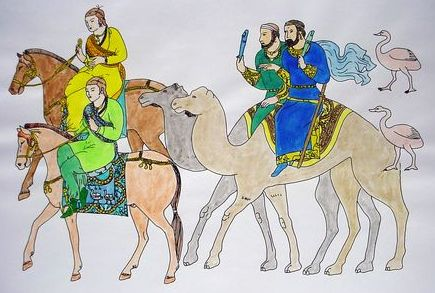
Részlet Afrasziabból, a fejedelem palotájának felfestményeiről: beszélgető fejedelmi urak és udvarhölgyek

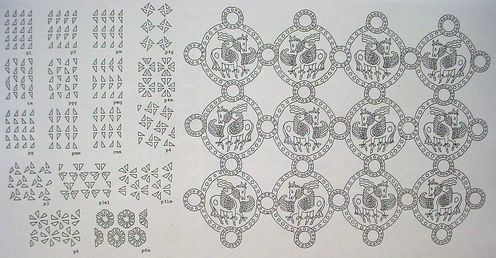
A közép-ázsiai művészetben gyakori síkbeli szimmetriamintákhoz ismerjük meg a sik 17 mintázatát. Mellette egy keretbe helyezett cm típusú lovasminta látható

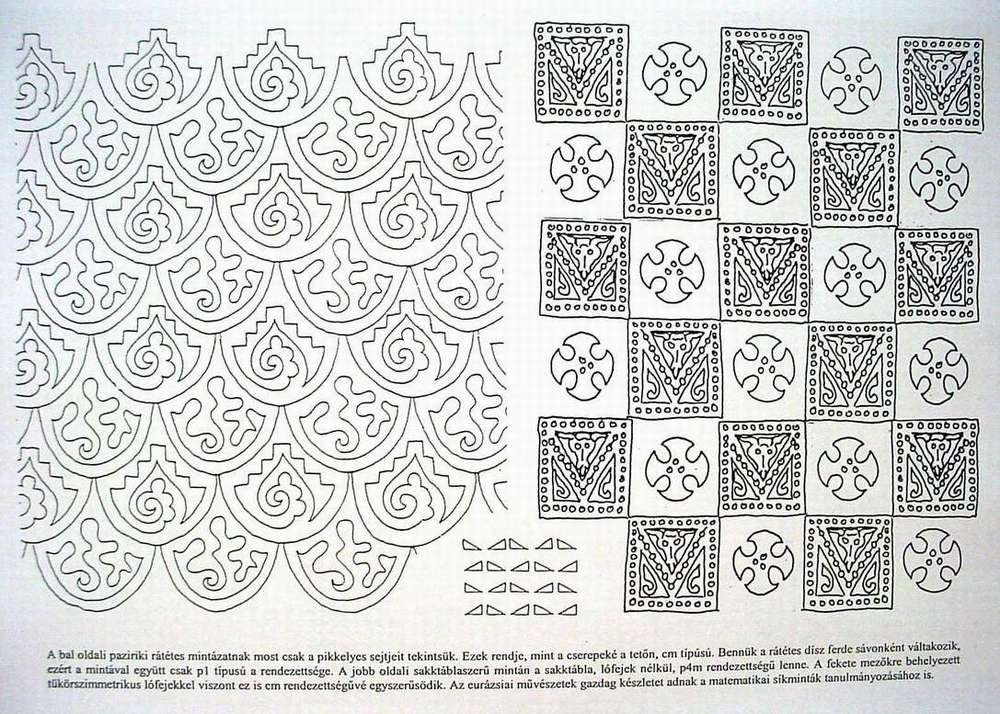
Két mintarészlet Pazirikból. Egy "cserepes" cm típus és egy sakktáblához hasonló, de lófejkkel díszített p4m//cm típus

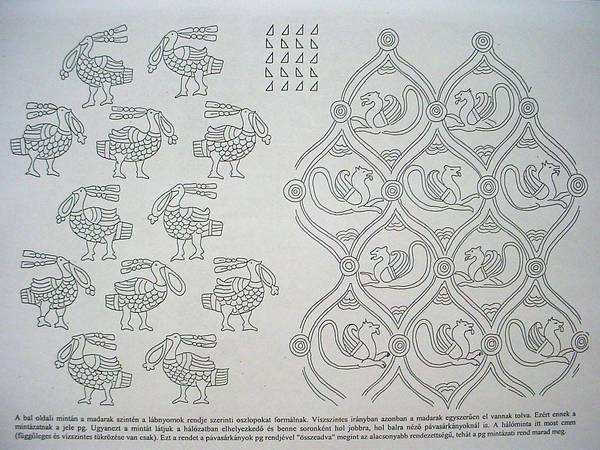
Két díszítőminta-részlet Afrasziabból: egy pávás ruhaminta a fejedelem viseletéből pg típussal és egy pávasárkányos hálózatos minta cmm//pg típussal

## A közép-ázsiai művészet kutatása
Közép-Ázsia művészete főleg azok számára ismerős, akik a néprajz és a régészet iránt érdeklődnek. Egykori művészetének fölvázolásakor, ha a térképre tekintünk, a szűkebb értelemben vett Közép-Ázsia területét kibővíthetjük annak peremvidékeivel: keleten a Keleti-Turkesztánnal és a tőle északra fekvő hegyvidékkel, az Altáj-hegységgel, valamint a dél-szibériai területekkel. Déli irányban Közép-Ázsia határos azokkal a területekkel, amelyeken Stein Aurél is ásatásokat végzett, a mai Afganisztán és Irán vidékén, ahol egykor a fehér hunoknak, a heftalitáknak és a kusánoknak a birodalma terült el. Az Iránnal szomszédos déli területek után nyugat felé a Kaszpi-tenger vidéke és a Kaukázus előtere következik, s a kör bezárul az Urál-hegység déli területeivel és a tőle keletre fekvő Nyugat-szibériai vidékekkel. Ezekről a Dél-szibériai területekről származnak Nagy Péter cár gyűjteményének ötvös remekei. A Kárpát-medencébe települt, korábban sztyeppei és más népek művészete sok szállal kötődik Közép-Ázsiához. Ezeket a szálakat még évszázadokig fogja bontogatni a régészet, hiszen hatalmas területet fog át az eurázsiai sztyeppén történt népvándorlás kapcsolatainak rendszere.

## Régészeti kutatások Közép-Ázsiában
A földrész őskori történelmét az elmúlt században nagy lépésekkel tette megismerhetőbbé az orosz régészet. Az Altáj-hegységben végzett ásatások szkíta királysírokat tártak föl. Rudenko pazyriki ásatásai során került napfényre a leggazdagabb lelet együttes használati tárgyakkal, lovasfölszereléssel, lószerszámmal, kocsival, szőnyegekkel. Tuekta, Basszadár, Pazyrik, aztán a tuvai Arzsán föltárása nyomán az orosz régészet már a 20. század elején megfogalmazta a szibériai szkíta művészet témakörét. Ma már az oroszországi, kínai, mongóliai és kazahsztáni föltárások térben és időben is kiszélesítik e művészeti terület és korszak határait és fokozatosan összekapcsolják a hunokéval is az életmód szoros rokonsága, a gondolati és tárgyi kultúra hasonlósága és például az állatművészet rokonsága alapján (Arzsán 2., Noin-ula, Deresztyuj). Az orosz és mongóliai régészetet az európai és amerikai nagy egyetemek kutatócsoportjai is segítik ezekben a föltárásokban. 
Később az orosz régészek romvárosokat ástak ki és tártak föl az ősi Khorezmben, Szogdiában, Baktriában. A legismertebb példa erre Afrasziab, a mai Szamarkand területén fekvő ókori város. Az afrasziábi palotában pompás falfestmények mutatják be a 6.-7. századi közép-ázsiai országnak, Szamarkand fejedelemségének életét a fejedelem fölvonulásával, vadászjelenetekkel. 
Igen gazdag a földrésznyi terület művészete intuitív díszítőművészeti fölfedezésekben is.

## Szimmetria a közép-ázsiai díszítőművészetben
A közép-ázsiai díszítőművészetben fölismerhető intuitív matematikai fejlesztések legismertebb forráshelyei a paziriki szkíta királysírok leletei és az afrasziábi ill. a pendzsikenti falkép-részletek. A szkíta szőnyegminták a Kr. e. 5. századból, az afrasziábi freskók a Kr. u. 6. századból valók. 

### A mintázatok matematikája
A síkon 17 féle különböző rend szerint lehet alakzatrendszereket készíteni. Ezeket a típusokat egy-egy kisméretű mintaképpel föl is soroltuk. A mintázatok más és más szimmetria-tulajdonságokkal rendelkeznek.
A két paziriki szőnyegminta cm típusú. A bal oldalin, mint a cserepek a tetőn, sorakoznak a félkörrel szegett mozaikdarabok, melyeknek belső, rátétes díszét váltakozva kétféle mintából szabták ki. Bennük a rátétes dísz ferde sávonként váltakozik, ezért a mintával együtt csak p1 típusú a rendezettsége. A sakktáblaszerűen kockás elrendezésű minta a kép jobb oldalán helyezkedik el. Nyeregtakaró szőnyeg volt. A sakktábla gazdagabb, p4m szimmetriáját csökkenti az, hogy csak minden második "kockába" került egy-egy lófejet formáló rátétes díszítés (ezek felelhetnek meg a sakktábla fekete mezőinek.) Míg a sakktáblán van függőleges és vízszintes tengelyű tükrözés, addig a lófejek ezekből csak a függőleges tengelyű tükrözést őrzik meg. 
Az afrasziábi palotában már említett fejedelmi menetben elefántok és tevék is vonulnak, a vendégek nagy része lovakon ül. A fejedelem alakja nagyobb méretű az eredeti falképeken, mint a kíséreté. A fejedelem és a kísérők ruházatának díszítőmintája rokon más sztyeppei díszítésekével és igen érdekes ezeknek a matematikája is. A bal oldali mintán, vízszintes irányban a madarak egyszerűen el vannak tolva a sorban. Függőleges irányban a madarak a lábnyomok rendje szerinti mintaoszlopokat formálnak. Ezért ennek a mintázatnak a jele pg. Ugyanezt a pg mintát látjuk a hálózatban elhelyezkedő, és benne soronként hol jobbra, hol balra néző pávasárkányoknál is. De a hálóminta gazdagabb, annak függőleges és vízszintes tükrözése is van. Ezért ennek a szerkezete cmm. A cmm rendet a pávasárkányok pg rendjével "összeadva" megint az alacsonyabb rendezettségű, tehát a pg mintázati rend marad meg, amit így is írhatunk: cmm//pg.

## Külső hivatkozások
- Közép- és Észak-Ázsia Kr. e. 2000-1000 között.
- Szőnyegművészet Közép-Ázsiában.
- Kushán művészet, ruházati emlékek Észak-Indiában.
- Markus mode csatajelenetet rekonstruál egy szogdiánai hun szíjvég alapján.
- A Közép-Ázsia művészete füzet.